# 조니 앨비노
조니 앨비노(Johnny Albino, 1919년 12월 19일 ~ 2011년 5월 7일)는 푸에르토 리코에서 출생한 미국의 남성 가수이며 작사가 겸 기타리스트이다.

## 생애
1942년 미국에서 솔로 가수 첫 데뷔를 하였고 1956년 이후 미국에서 트리오 로스 판초스의 일원으로 활동하였다.

## 앨범
- Y Su Trio San Juan
- 그 외 다수

## 같이 보기
- 레이 카니프
- 냇 킹 콜